# Wu-chan čung-sin
Wu-chan čung-sin (čínsky pchin-jinem Wǔ hàn zhōng xīn, znaky zjednodušené 武汉中心, tradiční 武漢中心, anglicky Wuhan Center) je rozestavěný mrakodrap ve Wu-chanu, hlavním městě provincie Chu-pej v Čínské lidové republice. Ve výstavbě je od roku 2009 a plánované dokončení je roku 2017. Stavba dosáhla své výšky 16. dubna 2015. Nyní je nejvyšší budovou ve Střední Číně a jedinou budovou ve Wu-chanu, která přesahuje hranici 400 metrů.